# Мисс мира 1999
Мисс Мира 1999 (англ. Miss World 1999) — 49-й ежегодный конкурс красоты, финал которого проводился 4 декабря 1999 года в Великобритании. За победу на нём соревновалось 94 претендентки, победительницей стала представительница Индии Йукта Муки.

## Результаты

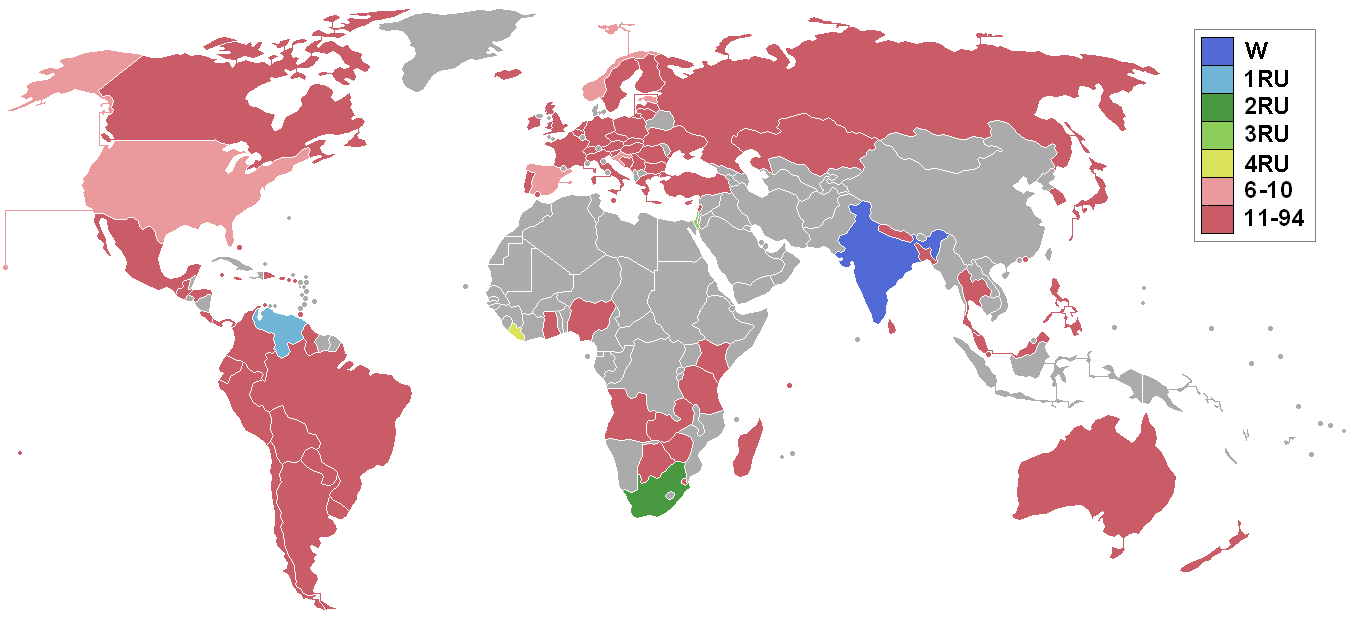
Страны-участницы конкурса «Мисс Мира» — 1999 года

| Итоговый результат | Участница |
| Мисс Мира 1999     | - Индия — Йукта Муки |
| 1-я вице-мисс      | - Венесуэла — Martina Thorogood                                                                                                  |
| 2-я вице-мисс      | - ЮАР — Sonia Raciti |
| 3-я вице-мисс      | - Израиль — Genny Chervoney |
| 4-я вице-мисс      | - Либерия — Sebah Tubman |
| Полуфиналистки     | - Хорватия — Ivana Petković - Эстония — Karin Laasmae - Норвегия — Anette Haukaas - Испания — Lorena Bernal - США — Наташа Аллас |

### Континентальные Королевы красоты
| Королевы красоты по континентам | Участница                       |
| Африка                          | - ЮАР — Sonia Raciti            |
| Америка                         | - Венесуэла — Martina Thorogood |
| Азия и Океания                  | - Индия — Yukta Mookhey         |
| Вест-Индия                      | - Ямайка — Desiree Depass       |
| Европа                          | - Израиль — Genny Chervoney     |

### Специальные награды
| Награда                | Участницы                   |
| Лучшее вечернее платье | - Израиль — Genny Chervoney |

### Топ
Топ-10
| 1. Израиль 2. Испания 3. Хорватия 4. Соединенные Штаты 5. Либерия | 6. Норвегия 7. Эстония 8. Венесуэла 9. Индия 10. ЮАР |

Топ-5
1. Израиль
2. Либерия
3. Венесуэла
4. Индия
5. ЮАР

## Судьи
| - Эрик Морли - Луи Греч - Лучана Хименес - Линда Пьетюрсдоуттир — Мисс Мира 1988 - Дин Кейн | - Эдди Ирвайн - Терри О’Нил - Леннокс Льюис - Вильнелия Мерсед — Мисс Мира 1975 |

## Участницы
| - Виргинские Острова (США) — Shari Afua Smith - Ангола — Lorena Silva - Аргентина — Verónica Denise Barrionuevo - Аруба — Cindy Vanessa Cam Tin Martinus - Австралия — Nalishebo Gaskell - Австрия — Sandra Kolbl - Багамские Острова — Mary Watkins - Бангладеш — Tania Rahman Tonni - Бельгия — Brigitta Callens - Боливия — Ana Raquel Rivera Zambrana - Босния и Герцеговина — Samra Begović - Ботсвана — Alimah Isaacs - Бразилия — Paula de Souza Carvalho - Болгария — Violeta Zdravkova - Канада — Mireille Eid - Острова Кайман — Mona Lisa Tatum - Чили — Lissette Sierra Ocayo - Колумбия — Mónica Elizabeth Escolar Danko - Коста-Рика — Fiorella Martínez - Хорватия — Ivana Petković - Кипр — Sofia Georgiou - Чехия — Helena Houdova - Доминиканская Республика — Luz Cecilia García Guzmán - Эквадор — Sofía Morán Trueba - Эстония — Karin Laasmae - Финляндия — Maria Laamanen - Франция — Sandra Bretones - Германия — Susan Höcke - Гана — Mariam Sugru Bugri - Гибралтар — Abigail Garcia - Греция — Evangelia Vatidou - Гватемала — Ana Beatriz González Scheel - Гайана — Indra Changa - Нидерланды — Ilona Marilyn van Veldhuisen - Гондурас — Irma Waleska Quijada Henríquez - Гонконг — Marsha Yuan Hu-Ma - Венгрия — Erika Dankai - Исландия — Katrín Baldursdóttir - Индия — Yukta Mookhey - Ирландия — Emir-Maria Holohan Doyle - Израиль — Jenny Chervoney - Италия — Gloria Nicoletti - Ямайка — Desiree Depass - Япония — Aya Mitsubori - Казахстан — Assel Issabayeva - Кения — Esther Muthoni Muthee - Республика Корея — Han Na-na | - Латвия — Evija Rucevska - Ливан — Norma Elias Naoum - Либерия — Sebah Esther Tubman - Литва — Renata Mackevičiūtė - Мадагаскар — Tantely Naina Ramonjy - Малайзия — Jaclyn Lee Tze Wey - Мальта — Catharine Attard - Мексика — Danette Velasco Bataller - Непал — Shweta Singh - Новая Зеландия — Coralie Ann Warburton - Нигерия — Augustine Iruviere - Норвегия — Annette Haukaas - Панама — Jessenia Casanova Reyes - Парагвай — Mariela Candia Ramos - Перу — Wendy Monteverde - Филиппины — Lalaine Bognot Edson - Польша — Marta Kwiecień - Португалия — Joana Ines Texeira - Пуэрто-Рико — Arlene Torres - Румыния — Nicoleta Luciu - Россия — Elena Efimova - Синт-Мартен — Ifelola Badejo - Шотландия — Stephanie Norrie - Сейшельские Острова — Anne-Mary Jorre - Сингапур — Audrey Quek Ai Woon - Словакия — Andrea Verešová - Словения — Neda Gačnik - ЮАР — Sonia Raciti - Испания — Lorena Bernal Pascual - Шри-Ланка — Dilumini de Alwis Jayasinghe - Свазиленд — Colleen Tullonen - Швеция — Jenny Louise Torsvik - Швейцария — Anita Buri - Французская Полинезия — Manoa Froge - Танзания — Hoyce Anderson Temu - Таиланд — Kamala Kumpu Na Ayutthaya - Тринидад и Тобаго — Sacha Anton - Турция — Ayşe Hatun Önal - Украина — Olga Savinskaya - Великобритания — Никола Уиллоуби (Nicola Willoughby) - США — Наташа Аллас (Natasha Allas) - Уругвай — Katherine Gonzalves - Венесуэла — Martina Thorogood Heemsen - Уэльс — Clare Marie Daniels - Югославия — Lana Marić - Замбия — Cynthia Chikwanda - Зимбабве — Brita Maseluthini |

### Порядок участниц
Купальники

| Группа 1 - Франция - Доминиканская Республика - Югославия - Каймановы острова - Ямайка - Коста-Рика - Эквадор - Уэльс - Гондурас - Германия - Гонконг - Филиппины Группа 2 - Голландия - Мальта - Свазиленд - Исландия - Танзания - Ирландия - Япония - Гибралтар - Сингапур - Греция - Кипр - Соединенные Штаты | Группа 3 - Чили - Колумбия - Норвегия - Либерия - Украине - Кения - Швейцария - Израиль - Россия - Литва - Болгария - Венгрия Группа 4 - Швеция - Парагвай - Американские Виргинские острова - Перу - Гватемала - Панама - Багамские острова - Аруба - Боливия - Бангладеш - Босния и Герцеговина - Гайана | Группа 5 - Италия - Хорватия - Мадагаскар - Сейшельские острова - Канада - Ливан - Корея - Тринидад и Тобаго - Малайзия - Нигерия - Таити - Гана Группа 6 - Аргентина - Ангола - Бразилия - Португалия - Австралия - Ботсвана - Непал - Индия - Австрия - Бельгия - Новая Зеландия - Великобритания | Группа 7 - Уругвай - Зимбабве - Венесуэла - Польша - Латвия - Шотландия - Южная Африка - Шри-Ланка - Таиланд - Замбия Группа 8 - Испания - Синт-Маартен - Словакия - Словения - Эстония - Финляндия - Мексика - Пуэрто-Рико - Казахстан - Турция - Румыния - Чешская Республика |

Вечерние платья

| Группа 1 - Доминиканская Республика - Уэльс - Hong Kong Китай - Ямайка - Франция - Гондурас - Филиппины - Коста-Рика - Эквадор - Каймановы острова - Югославия - Германия Группа 2 - Сингапур - Гибралтар - Япония - Ирландия - Свазиленд - Мальта - Исландия - Кипр - Танзания - Соединенные Штаты - Греция - Голландия | Группа 3 - Венгрия - Болгария - Швейцария - Кения - Израиль - Украине - Чили - Либерия - Россия - Литва - Колумбия - Норвегия Группа 4 - Швеция - Перу - Босния и Герцеговина - Панама - Боливия - Багамские острова - Бангладеш - Аруба - Гватемала - Американские Виргинские острова - Гайана - Парагвай | Группа 5 - Италия - Малайзия - Хорватия - Нигерия - Тринидад и Тобаго - Гана - Корея - Таити - Канада - Сейшельские острова - Мадагаскар - Ливан Группа 6 - Бельгия - Австралия - Непал - Аргентина - Бразилия - Новая Зеландия - Ангола - Ботсвана - Австрия - Португалия - Великобритания - Индия | Группа 7 - Венесуэла - Шотландия - Таиланд - Латвия - Польша - Зимбабве - Шри-Ланка - Уругвай - Южная Африка - Замбия Группа 8 - Эстония - Словения - Чешская Республика - Словакия - Турция - Синт-Маартен - Пуэрто-Рико - Казахстан - Финляндия - Испания - Румыния - Мексика |

## Заметки

### Дебют
- Шотландия и Уэльс участвовали в конкурсе впервые.

### Вернулись
- Гайана последний раз участвовала в 1989 году.
- Мадагаскар последний раз участвовал в 1990 году.
- Исландия и Шри-Ланка последний раз участвовали в 1994 году.
- Бангладеш, Румыния и Таити последний раз участвовали в 1996 году.
- Гондурас, Латвия и Таиланд последний раз участвовали в 1997 году.

### Отказались
- Британские Виргинские острова, Китайский Тайбэй и Кюрасао не участвовали по неизвестным причинам.
- Северная Ирландия отказалась в последнюю минуту по личным и частным причинам.

## Примечание
1. ↑  1999. Дата обращения: 13 марта 2015. Архивировано из оригинала 15 апреля 2015 года.